# Samuel Colman
Ne pas confondre avec Samuel Colman (1832-1920).
Pour les articles homonymes, voir Colman.
Samuel Colman, également appelé Samuel Coleman, né en 1780 et mort le 21 janvier 1845 à Londres, est un peintre anglais, basé à Bristol pendant la majeure partie de sa carrière.

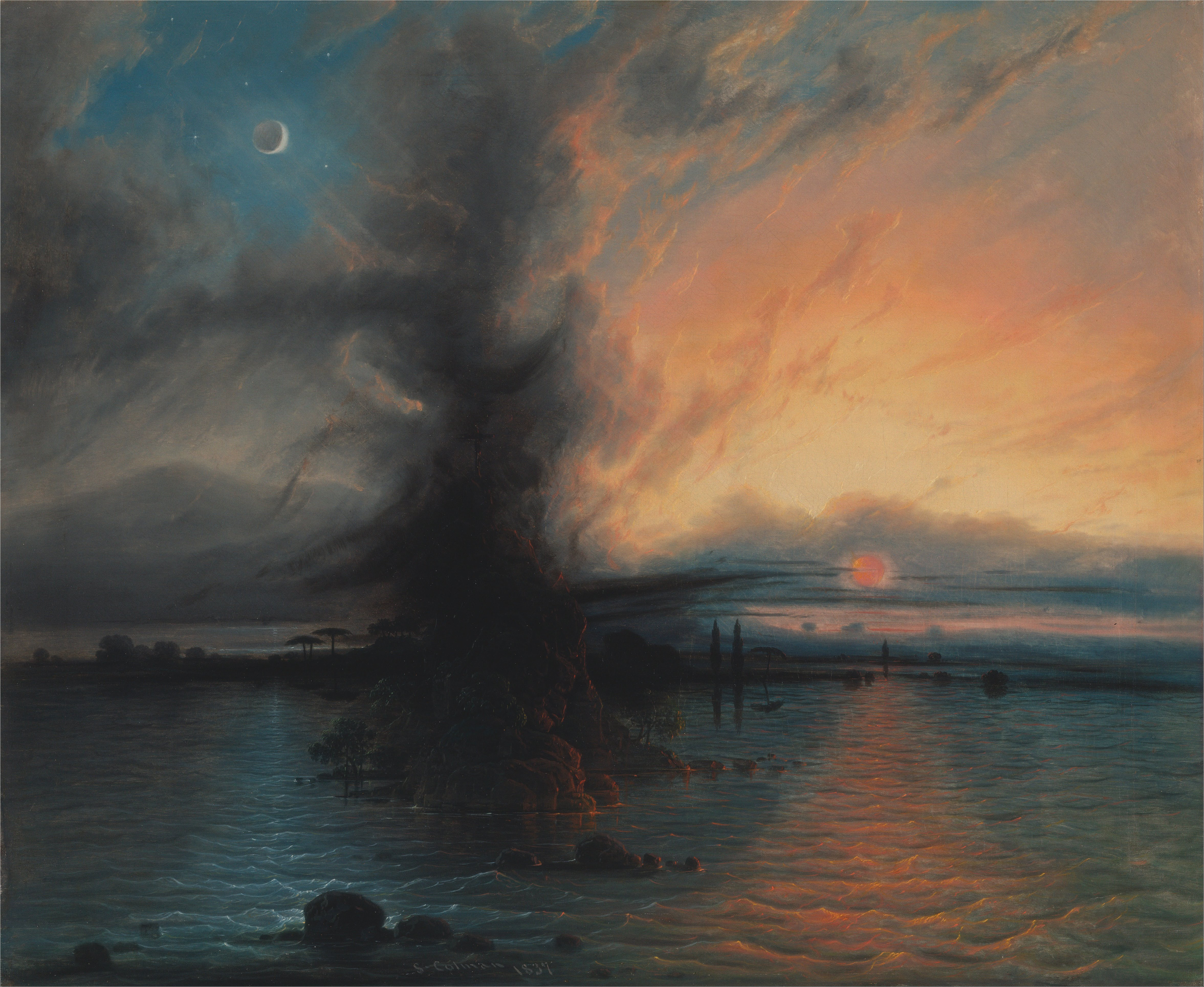
Le Rocher du salut de Samuel Colman, Yale Center for British Art, 1837

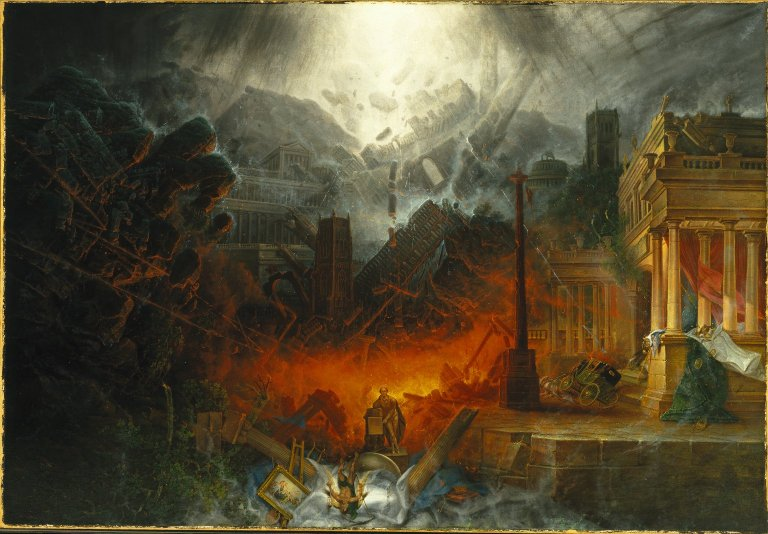
Le bord du destin, 1836. Musée de Brooklyn

## Biographie
Samuel Colman naît en 1780.
Vers 1815, Colman déménage de Yeovil à Bristol, où il vit jusqu'en 1840 environ. Il travaille comme portraitiste et dessinateur dans la ville, tout en peignant des scènes romantiques, bibliques et de genre minutieusement détaillées.
Il est un non-conformiste religieux qui adore à la chapelle indépendante Castle Green et à la chapelle Zion à Bedminster, et sa foi est au cœur de son travail; certains de ses tableaux, telles que sa destruction du temple (galerie de Tate), qui montre la ruine d'une cathédrale gothique, étant des critiques de l'église d'Angleterre. Ses peintures apocalyptiques sont comparées avec celles de John Martin.
Il signé des œuvres alternativement sous le nom de Colman et Coleman.
Samuel Colman meurt le 21 janvier 1845 à Londres.